# Fidelis Andria 2018
La Fidelis Andria 2018 S.r.l., meglio nota come Fidelis Andria o più semplicemente Andria, è una società calcistica italiana con sede nella città pugliese di Andria. Milita in Serie D, la quarta serie del campionato italiano.
L'Andria dal 1949 gioca le proprie gare casalinghe allo Stadio degli Ulivi di Andria, impianto che dispone di una capienza di circa 12 000 posti, attualmente ridotti a 9 140. I colori ufficiali sono il bianco e l'azzurro. Lo stemma, nelle sue varie evoluzioni nel corso degli anni, è sempre stato caratterizzato dalla presenza del leone, simbolo della città, e dell'ottagono, che richiama la forma vista dall'alto di Castel del Monte.
La denominazione "Fidelis Andria", dapprima usata nel 1947 e successivamente dal 1971 in poi (fatta eccezione per gli anni che vanno dalla stagione 2005-2006 alla stagione 2012-2013), trae ispirazione dalla celebre frase che Federico II di Svevia di ritorno dalla sesta crociata, fece scolpire sulla normanna porta Sant'Andrea di Andria: «Andria fidelis, nostri affixa medullis; absit, quod Federicus sit tui muneris iners, Andria, vale, felix omnisque gravaminos expers.» («Andria fedele, legata ai nostri precordi; non capiti che Federico venga meno alla tua custodia. Andria, ti saluto, fortunata e priva di qualunque preoccupazione»).
La Fidelis vanta sei partecipazioni al campionato di Serie B negli anni novanta, ottenute in seguito alle promozioni nelle stagioni 1991-1992 e 1996-1997.

## Storia

### Fondazione e primi dieci anni
Il calcio in città nasce nel 1920 e ha come colore sociale l'azzurro. Nei suoi primi anni di vita, il primo club si chiama semplicemente Andria e gioca i campionati non ufficiali.
Nel 1927 la squadra militava ancora nei campionati non ufficiali ed il ruolo di allenatore fu affidato all'ungherese Ernő Erbstein, che anni dopo perderà la vita nella tragedia di Superga.
Nel 1928 viene affiliata per la prima volta alla Federazione Italiana Giuoco Calcio e cambia la denominazione in Unione Sportiva Fascista De Pinedo, in onore al pilota Francesco De Pinedo autore di una celebre trasvolata atlantica nel 1927. La De Pinedo disputa due campionati FIGC, la Terza Divisione pugliese della stagione 1928-1929 e la Seconda nella stagione successiva (entrambe concluse al di sotto della metà classifica nel girone). Nel 1930, a fine campionato non s'iscrive ai campionati regionali e i suoi giocatori continuano l'attività sportiva in ambito U.L.I.C..

### Il calcio andriese negli anni trenta e quaranta
A partire dal 1931 due squadre andriesi, il "Fascio giovanile di combattimento" (F.G.C.) e l'"Opera Nazionale Dopolavoro Sportivo" (O.N.D. Sportivo) vengono iscritte al neo costituito "Comitato U.L.I.C. di Andria" e disputano i campionati di Prima Categoria U.L.I.C..
Dal 1937 e almeno fino al 1941 prima l'OND e poi il "Nucleo Universitario Fascista" (N.U.F.) di Andria giocano nel campionato pugliese di Seconda Divisione (allora l'ultimo livello del Calcio italiano), mentre nel biennio 1941-1943 la "Società Sportiva Andria" (con l'azzurro come colore sociale) partecipa alla Prima Divisione regionale (nell'ultima stagione viene esclusa per delle rinunce).

### L'Associazione Sportiva Andria (1946-1978)
Nel 1946 (dopo la fine della seconda guerra mondiale) il FGC di Andria viene ricostituito sotto il nome di Libertas 1946 e gioca il campionato FIGC di Seconda Divisione; nel 1947 (la Libertas) muta ancora nome in Fidelis Andria e vince il campionato di Seconda Divisione.
Nel 1948 si decide di mettere ordine e di organizzare tutto il settore; fondendosi con il club calcistico andriese "Audace" (inaugurato pochi anni prima come "Ardor") la Fidelis dà vita all'Associazione Sportiva Andria, continuatrice della storia della De Pinedo. Negli anni successivi questa squadra riesce a salire nei campionati regionali attraverso varie promozioni e nella stagione 1959-1960 viene promossa in Serie D.
Nel primo anno in quarta categoria (la D), l'AS Andria retrocede nuovamente in Prima Categoria, riconquistando subito la promozione, vincendo per la seconda volta il campionato. La società milita sempre in Serie D negli anni successivi, eccezion fatta per le stagioni 1965-1966, causa la rinuncia a partecipare alla Serie D, e 1966-1967.
Nella stagione 1977-1978 la società viene declassata all'ultimo posto con 0 punti e radiata dai ruoli federali della FIGC in seguito ai gravi incidenti avvenuti durante la gara contro il Potenza. Nell'estate del 1978 è poi riammessa in Terza Categoria.

### L'Associazione Sportiva Fidelis Andria (1978-2005)
Con la retrocessione in ultima serie della storica A.S. Andria, un'altra società cittadina, l'Associazione Sportiva Fidelis Andria nata nel 1971 (solo omonima alla Fidelis degli anni quaranta), dai colori sociali rosso e giallo e militante in Seconda Categoria regionale (dopo una retrocessione dalla Prima maturata nello stesso 1978), cambia i suoi colori sociali in bianco e azzurro (questa squadra è diventata di fatto la rappresentativa cittadina di livello più alto).

Sergio Marcon, portiere della Fidelis dal 1991 al 1996

Nel giro di sei anni, nella stagione 1983-1984 in interregionale, la società del presidente Raffaele Asseliti conquista la sua prima promozione in Serie C2, traguardo mai raggiunto fino ad allora da nessuna società calcistica andriese.

La Fidelis Andria nella stagione 1984-1985

Nel mezzo degli anni ottanta la Fidelis gioca sempre nei tornei di Serie C2 e nell'anno calcistico 1988-1989 vince il campionato dopo un testa a testa con Ternana (che conquista la promozione agli spareggi) e Chieti, ottenendo la promozione in Serie C1.

#### La prima promozione in Serie B
Dopo sole due stagioni in terza serie, l'Andria riuscirà ad aggiudicarsi una storica promozione in Serie B. Artefice di questo "miracolo" sportivo è l'allenatore Mario Russo. Come già successo nel 1989, anche questa volta l'Andria festeggia la promozione insieme alla Ternana, piazzandosi al secondo posto, dopo aver vinto la sfida con l'altra pretendente, il Perugia.
Nell'edizione 1991-1992 della Coppa Italia, nel doppio confronto del turno preliminare la Fidelis eliminò il Bologna, vincendo per 3-2 fuori casa e per 2-0 in casa, accedendo al secondo turno contro la Lazio, con cui perderà entrambe le partite, in casa 2-0 e allo stadio Olimpico 3-2.
Dopo aver eliminato il Padova nella Coppa Italia 1992-1993, la Fidelis Andria affronta per la prima volta nella sua storia la Juventus guidata da Giovanni Trapattoni. Al Delle Alpi di Torino, i bianconeri vincono per quattro reti a zero, mentre il ritorno in terra pugliese, disputato al San Nicola di Bari, terminerà in parità grazie ad una rete per parte.

Roberto Ripa con la maglia della Fidelis nel 1992 in azione al Renato Dall'Ara contro il.

Nella stagione 1992-1993 la Fidelis Andria partecipa per la prima volta al torneo cadetto. L'esordio avviene in casa allo stadio Degli Ulivi contro la Lucchese e termina con una rete per parte. Nelle quattro giornate successive la squadra colleziona una serie di sconfitte che causano l'esonero di Mario Russo, tecnico della promozione. A sostituirlo arriva Giorgio Rumignani, che con una solida organizzazione difensiva riesce ad ottenere punti importanti in trasferta. Dopo una lotta testa a testa contro la SPAL, la Fidelis ottiene la sua prima storica permanenza in seconda serie.

Luca Monari con la maglia della Fidelis nel 1991.

Nella stagione 1993-1994 la Fidelis ottiene il miglior piazzamento della sua storia: il campionato, stravinto dalla Fiorentina di Gabriel Omar Batistuta, è chiuso dagli andriesi al 9º posto in classifica con 39 punti (a soli 4 punti dalla promozione in Serie A) e con il maggior numero di pareggi nella stessa stagione (23), tra questi proprio quello ottenuto con i viola al Degli Ulivi (0-0).
Nella stagione 1994-1995 la squadra andriese gioca un buon calcio e, sospinta dai gol del suo attaccante Nicola Amoruso (15), riesce a salvarsi tranquillamente. Nella Coppa Italia 1994-1995, nel turno preliminare la Fidelis vince all'Arechi contro la Salernitana per 1-0, accedendo al secondo turno contro il Napoli, con cui perde al San Paolo per 3-2 e pareggia in casa per 1-1, venendo eliminata dalla competizione.
Nella stagione 1995-1996 l'Andria retrocede in Serie C1 perdendo al Luigi Ferraris di Genova l'ultima partita di campionato col Genoa per 2-0, mentre l'altra concorrente alla salvezza, il Brescia, vince a Cesena e per un punto ottiene la salvezza.

La Fidelis Andria della stagione 1993-1994, in cui allenata da Attilio Perotti raggiunse la più alta posizione della sua storia nei campionati, in Serie B.

L'attaccante Nicola Amoruso, 15 gol nella sua unica stagione alla Fidelis.

#### La seconda promozione in Serie B
Nella stagione successiva l'Andria cambia parecchi elementi e gioca un positivo campionato in Serie C1. Dopo aver dominato per tutta la stagione, la squadra di Papadopulo stravince il campionato 1996-1997 davanti all'Ancona e riesce a ritornare in Serie B dopo un solo anno di Serie C1, ottenendo la sua seconda promozione nel campionato cadetto. Nell’edizione 1996-1997 della Coppa Italia la Fidelis elimina il Foggia vincendo per 3-0 nel primo turno, accedendo al secondo turno contro la Juventus campione d'Europa. La gara si svolge al Putilli di Barletta, per via dei lavori di ristrutturazione del Degli Ulivi. Nella Juventus esordisce in Italia Zinédine Zidane. L'incontro termina con il risultato di 2-0 per i bianconeri con gol nel primo tempo di Vieri e Conte.
Nella stagione 1997-1998 la squadra, fornita di elementi dotati tecnicamente tra i quali spicca Oberdan Biagioni, ottiene la salvezza. Nell'edizione 1997-1998 della Coppa Italia la Fidelis elimina il Padova al primo turno vincendo entrambe le gare, per 2-1 all'andata e per 3-2 al ritorno, raggiungendo così i sedicesimi di finale, dove nel doppio confronto con la Lazio di Signori, a segno in entrambe le gare, perde l'andata per 3-0 e il ritorno per 3-2, venendo eliminata dalla competizione.
Da quel momento comincia il declino della compagine andriese. La stagione 1998-1999 inizia malissimo, ma il ritorno in panchina di Giorgio Rumignani coincide con una ripresa nel gioco e nei risultati. Ciononostante al termine del campionato i biancoazzurri retrocedono nuovamente in Serie C1 perdendo per 2-1 all'ultima giornata lo scontro diretto del Liberati di Terni con la Ternana di Sandro Tovalieri, Fabrizio Miccoli e Massimo Borgobello e venendo superati anche dalla Reggiana (anch'essa retrocessa), per il terz'ultimo posto finale.
Dopo una stagione di assestamento, con una faticosissima salvezza arrivata ai play-out contro il Gualdo, al termine del campionato 2000-2001 i pugliesi retrocedono in Serie C2, dove rimangono per tre stagioni. Nell'estate 2004, dopo un'eliminazione ai play-off contro il Vittoria, arriva il ripescaggio in Serie C1, categoria nella quale gli andriesi riescono a conquistare la salvezza l'anno successivo.

### L'Associazione Sportiva Andria BAT (2005-2013)
L'Associazione Sportiva Andria BAT, nasce nel 2005 in seguito del fallimento della precedente società, l'Associazione Sportiva Fidelis Andria che aveva appena conquistato la salvezza nel torneo di Serie C1. La rifondazione avviene grazie al sindaco della città e al supporto finanziario di un gruppo di imprenditori locali che usufruiscono del Lodo Petrucci per iscrivere la società nel campionato nazionale di Serie C2.
La nuova società rimarca nei colori e nelle divise la storica AS Andria. Il colore sociale è tornato ad essere solo l'azzurro, a differenza della Fidelis che utilizzava il bianco e l'azzurro; inoltre, sempre seguendo le orme della prima squadra andriese, si scelse di utilizzare il rosso come colore da trasferta, già utilizzato dalla Fidelis per le maglie da trasferta nella stagione 1994-1995.
L'appellativo "BAT" era stato pensato per indicare la natura territoriale della squadra, che sulla carta avrebbe dovuto rappresentare la squadra professionistica unica della provincia, la futura Barletta-Andria-Trani, che sarebbe sorta negli anni immediatamente successivi. L'idea di una fusione con le squadre delle città di Barletta e Trani fu però seccamente rigettata dalle stesse nei mesi successivi alla fondazione della squadra. Nonostante ciò tale appellativo sparì a partire dalla stagione 2011-2012.
Nella stagione 2007-2008, l'Andria BAT, retrocesse in Serie D; tuttavia il 31 luglio 2008 venne riammessa in sostituzione del Martina, escluso per problemi finanziari.
Nel campionato successivo, in seguito ad un buon cammino, gli andriesi riuscirono ad accedere ai play-off. Nonostante la sconfitta contro il Gela in semifinale, la società venne ripescata in Lega Pro Prima Divisione, grazie al previsto ampliamento degli organici del campionato, per meriti sportivi. Nel campionato di esordio nella terza categoria nazionale, il quattordicesimo posto finale costrinse i pugliesi a dover disputare i play-out per la permanenza nella categoria; grazie ad un pareggio e una vittoria, fu battuto il Giulianova. L'Andria mantenne la categoria anche al termine delle due successiva stagioni; di particolare importanza ai fini della salvezza, la vittoria esterna contro la Ternana avvenuta in extremis nell'ultima giornata del campionato stagione 2010-2011. Nel frattempo, nel marzo 2012, il presidente Fusiello aveva rassegnato le proprie dimissioni.
Il 13 luglio 2012 l'Andria viene inizialmente esclusa dal campionato di Lega Pro Prima Divisione 2012-2013 per problemi economici, tuttavia, tre giorni dopo, la società fa ricorso con annessa fideiussione e richiesta d'iscrizione. Il 19 luglio vengono accettati il ricorso e le iscrizioni a campionato e Coppa Italia. Proprio in Coppa Italia i pugliesi subiranno un'ampia sconfitta, nel primo turno, per 6-0 contro il Vicenza.
Il 30 novembre 2012 avviene il passaggio delle quote societarie di Fusiello a Francesco Depasquale, che diviene il nuovo presidente.
Nel corso della stagione, l'Andria verrà penalizzata di due punti: il primo a causa del mancato deposito entro i termini previsti della fideiussione per l'iscrizione al campionato ed il secondo per il ritardato pagamento di alcune mensilità. I pugliesi termineranno il campionato al tredicesimo posto, ed in seguito alla sconfitta nei play-out contro il Barletta, retrocederanno in Lega Pro Seconda Divisione, alla quale però la società non si iscrive.

### La S.S.D. Fidelis Andria 1928 e il ritorno nel professionismo (2013-2018)
Dopo la cancellazione della Associazione Sportiva Andria BAT dai ruoli federali al termine della stagione 2012-2013, il 5 agosto 2013 viene formalizzata la nascita della Società Sportiva Dilettantistica Fidelis Andria 1928, ad opera dei cinque soci fondatori Francesco Lotito, Francesco Fiore, Giovanni Lorusso, Sebastiano Acquaviva e Riccardo Bruno. L'8 agosto successivo sarà ufficializzata dalla FIGC, con delibera del presidente federale Abete, l'iscrizione in sovrannumero al campionato regionale dilettantistico di Eccellenza Puglia 2013-2014.
La stagione 2013-2014, la prima stagione della neonata Fidelis Andria 1928, comincia in salita. I risultati non soddisfano le aspettative della piazza e della società e dopo quattro gare di campionato, il 23 settembre, viene esonerato mister Onofrio Fino; gli subentra Nicola Ragno, che porterà la formazione andriese al secondo posto nel campionato di Eccellenza Puglia 2013-2014. Dopo aver vinto i play-off regionali, la Fidelis trionfa anche in quelli nazionali; prima contro la formazione campana del Quarto dopo con quella siciliana del Parmonval, centrando così la promozione in Serie D.
La stagione 2014-2015 si apre con la nomina del nuovo allenatore Giancarlo Favarin. Nella prima partita di campionato, l'Andria si impone per 3-2 in trasferta contro la US Scafatese.
La fine del mese di novembre è caratterizzata dalla rescissione contrattuale di Gaetano D'Agostino, il quale preferisce accasarsi al Benevento in Lega Pro. La squadra tuttavia chiude il girone d'andata al primo posto con 42 punti.
In data 11 marzo 2015 un comunicato della FIGC accerta il doppio tesseramento dell'ex D'Agostino, il quale, al momento della sottoscrizione del contratto con la società pugliese, è risultato essere tesserato anche per una scuola calcio di Firenze da lui fondata e per la quale ricopriva il ruolo di presidente. Per tale infrazione sono stati inibiti i dirigenti Francesco Lotito, Francesco Fiore e Giuseppe Sipone; inoltre alla società è stata inflitta una multa pari a tremila euro.
Il 26 aprile, dopo aver vinto per 3-2 sul campo della Cavese, la Fidelis Andria ottiene la matematica vittoria del proprio girone e la conseguente promozione in Lega Pro con due giornate d'anticipo. Nella poule scudetto, i federiciani vengono eliminati dopo il triangolare con Akragas e Lupa Castelli Romani a causa del posizionamento avverso nella classifica disciplina nei confronti delle altre due contendenti.
Col ritorno nel professionismo, la compagine societaria viene allargata e rivoluzionata, grazie anche al coinvolgimento del sindaco. Fa il suo ingresso Paolo Montemurro, già noto nell'ambiente calcistico pugliese per aver tentato due volte di rilevare il Bari. Aldo Roselli nominato direttore generale e Piero Doronzo direttore sportivo; a Luca D'Angelo viene affidata la guida tecnica della prima squadra.
La Fidelis Andria termina la stagione 2015-2016 al 7º posto, conquistando il diritto a disputare la Coppa Italia 2016-17. Il 7 maggio, dopo l'ultima di campionato a Catania l'allenatore Luca D'Angelo annuncia che non avrebbe rinnovato il suo contratto col club. Qualche giorno dopo Aldo Roselli annuncia le sue dimissioni dal ruolo di Direttore Generale, e al suo posto viene nominato Gianfranco Cataldo, già General Manager del club.
Il 17 giugno 2016 viene ufficializzato il ritorno di Giancarlo Favarin alla guida della Fidelis Andria per la stagione 2016-17. La Fidelis Andria chiude la stagione al 12º posto fallendo l'accesso ai Playoff in favore del Catania in virtù della classifica avulsa.
Il 12 giugno 2017 viene ufficializzato l'ingaggio biennale di Valeriano Loseto alla guida della prima squadra, nella stagione precedente già allenatore della Berretti biancazzurra.
Il 24 luglio 2018 la FIGC scioglie la squadra dopo un'altra rinuncia ai campionati per l’ennesimo fallimento, causato dalla mancata iscrizione al campionato per via di problemi economici.

### La Fidelis Andria 2018 (dal 2018)
Il 31 luglio successivo nasce la S.S.D. Fidelis Andria 2018, che viene ammessa in soprannumero al campionato di Serie D. Il 22 agosto il club annuncia l'accordo con il nuovo direttore dell'area tecnica: trattasi di Fabio Moscelli, ex capitano della storica doppia promozione dall'Eccellenza alla Serie C in due anni. Nello stesso giorno viene nominato allenatore della squadra Alessandro Potenza. Il 20 febbraio 2019 la società azzurra solleva dall'incarico il direttore dell'area tecnica Fabio Moscelli a causa di divergenze con la società. La prima stagione in Serie D della nuova società viene chiusa al 6º posto, dopo che per un lungo periodo della stagione aveva sfiorato i play-off.
Nella stagione successiva torna sulla panchina andriese Giancarlo Favarin, il quale, dopo una serie di risultati altalenanti, viene esonerato a dicembre, sostituito da Raimondo Catalano; anche quest'ultimo delude le aspettative, portando a un tempestivo ritorno del tecnico toscano a gennaio, che con un buon inizio di girone di ritorno riesce a salvare la Fidelis Andria prima del blocco dei campionati avvenuto a marzo a causa della pandemia da Covid-19.
Nella stagione 2020-2021 il tecnico dei federiciani è Luigi Panarelli, in precedenza allenatore del Taranto nonché ex giocatore biancazzurro in passato. Dopo un inizio in sordina, la Fidelis disputa un girone di ritorno di elevato lignaggio, chiudendo al terzo posto la regular season e raggiungendo la finale play-off, persa contro il Picerno. Nella stessa stagione, la Fidelis Andria conquista il titolo di miglior difesa del campionato dilettantistico nazionale grazie ai soli 18 gol subiti nell'arco delle 34 partite della regular season.
Il 7 agosto 2021, la FIGC ratifica il ripescaggio in Serie C della compagine biancazzurra e di Latina, Lucchese e Siena, per colmare il posto lasciato vacante delle escluse Novara, Carpi, Sambenedettese e Casertana. La stagione della Fidelis inizia ufficialmente il 21 agosto, con la gara vinta per 1-0 al San Nicola contro il Bari e valida per il primo turno di Coppa Italia Serie C. La vittoria andriese segna anche la prima storica affermazione dei biancazzurri ai danni dei più quotati avversari biancorossi, che, nelle sei precedenti sfide, non avevano mai perso contro la Fidelis. Il cammino nella coppa di categoria vedrà la squadra pugliese quale autentica rivelazione della competizione che chiuderà al terzo posto dopo la sconfitta in semifinale per mano del Südtirol. Tuttavia, il percorso biancazzurro non è altrettanto felice in campionato dove frequenta abitualmente le ultime posizioni della graduatoria e, dopo l'esonero dell'allenatore della promozione Luigi Panarelli e del suo successore Ciro Ginestra, chiude la classifica al 17º posto - posizione di classifica favorita dall'esclusione del Catania che, a poche giornate dalla fine del campionato, farà recuperare ai biancazzurri due posizioni di classifica (dal 19° al 17°) evitandole la retrocessione diretta e concedendole la possibilità di raggiungere la salvezza nel play-out contro la Paganese. Il 14 maggio, dopo aver perso la gara d'andata al Marcello Torre di Pagani per 0-1, la Fidelis ribalta il risultato con l'1-0 del Degli Ulivi che, in virtù del miglior posizionamento al termine della regular season, condanna la formazione campana alla retrocessione tra i dilettanti e garantisce la permanenza in Serie C dei federiciani ad un anno dal ripescaggio-promozione.
La stagione 2022-23 sancisce una serie di stravolgimenti nella rosa della Fidelis, oltre che nell'organigramma societario. Gli arrivi del nuovo allenatore Mirko Cudini e del nuovo direttore sportivo Sandro Federico corrispondono ad un rifacimento totale della rosa biancazzurra che, ai nastri di partenza del campionato 2022-23, vede in Pietro Ciotti e Francesco Urso gli unici superstiti dell'organico giocatori che nella precedente stagione aveva conquistato la salvezza ai play-out. Una serie di scelte sbagliate da parte della società porta al disastro sportivo e la conseguente retrocessione in Serie D in maniera diretta in virtù dell'ultima posizione in classifica.
La stagione 2023-24 inizia col cambio societario, il nuovo presidente Giuseppe Di Benedetto acquista il 100% delle quote. La stagione partita in ritardo ha comunque portato la squadra guidata a fine stagione da Giuseppe Scaringella a disputare i play off venendo eliminati al primo turno contro il Nardò.
La stagione 2024-25 è partita male con solo tre pareggi, due sconfitte, e 3 punti e penultimo posto in classifica. I risultati hanno convinto la dirigenza a esonerare Ciro Danucci, riportando in panchina Giuseppe Scaringella. Grazie alla ampia rosa con giocatori eccellenti per la categoria come Oliver Kragl, Mateus Da Silva e altri giovani di buone qualità, Scaringella ha inanellato una serie di vittorie consecutive riportando la squadra tra i primi posti in classifica. La stagione tuttavia ha avuto un pessimo finale con il disimpegno inaspettato e rapido a il 7 aprile 2025 di Giuseppe Di Benedetto a stagione in corso, motivato dal medesimo da apparenti critiche della piazza vista una serie di risultati sfavorevoli, ma in realtà legato alla situazione precaria dal punto di vista finanziaria della società calcistica. In conseguenza del disimpegno di Di Benedetto e della precaria situazione finanziari, diversi calciatori tra cui i più rappresentativi hanno raggiunto accordi di risoluzione di contratto a stagione in corso, lasciando l'ottimo allenatore Giuseppe Scaringella con una rosa via via ridotta a gestire un finale di stagione che comunque avrà una coda nei raggiunti play off. Il 23 aprile 2025 il socio di minoranza Pietro Lamorte ha accettato di esercitare il diritto di prelazione e di rilevare, alla quota simbolica di 1 Euro, le quote del maggiore azionista, diventando detentore unico del 100% della quote della società calcistica Fidelis Andria, in attesa di cedere le stesse a una cordata di imprenditori locali capitanati da Luca Vallarella già impegnato come dirigente nella Andria BAT nella stagione 2011-12.

## Colori e simboli

### Colori
I colori sociali della Fidelis Andria sono l'azzurro e il bianco. Tuttavia le società che hanno preceduto la Fidelis Andria 1971 hanno utilizzato come unico colore sociale l'azzurro (derivante dallo stemma comunale), così come la successiva A.S. Andria BAT del 2005, che adottò solo l'azzurro in onore della storica A.S. Andria. Con la rifondazione del 2013, i colori sociali sono tornati ad essere bianco e azzurro fino ad oggi. 

#### Divise
Nel corso della sua storia, la Fidelis Andria ha utilizzato tendenzialmente l'azzurro a tinta unita per le proprie maglie casalinghe, con calzoncini e calzettoni che si alternavano tra azzurro e bianco. Nell'era dell'Andria BAT invece, non sono mancate variazioni inedite come la maglia a strisce strette orizzontali bianco e azzurre. La divisa da trasferta durante gli anni '80 e '90 è stata spesso gialla o rossa (oltre che bianca) con inserti bianchi e azzurri, mentre negli ultimi decenni si è tornati ad un utilizzo più costante della maglia bianca con inserti azzurri e calzoncini e calzettoni che si alternano tra bianco e azzurro. Nel corso degli anni '90, sono state molte le maglie caratteristiche che sono divenute iconiche per il club e per i tifosi in quanto utilizzate negli anni d'oro della società. Dalle maglie delle due promozioni in Serie B (stagioni 91-92 e 96-97) a quelle utilizzate nei campionati cadetti, come quella della stagione 92-93 (prima stagione in Serie B) o del 93-94, con la quale la Fidelis Andria ottenne il miglior piazzamento della sua storia. 
| Serie C1 91-92 | Serie B 92-93 | Serie B 93-94 | Serie C1 96-97 | Serie B 97-98 |

### Simboli ufficiali

#### Stemma
Lo stemma societario, nelle sue varie evoluzioni nel corso degli anni, è sempre stato caratterizzato dalla presenza del leone, simbolo della città, e dell'ottagono, che richiama la forma vista dall'alto di Castel del Monte. Uno dei primi loghi della società era composto da uno scudo nel quale campeggiava il leone, su sfondo bianco e azzurro.
Nel 1971 venne fondata la storica Associazione Sportiva Fidelis Andria; lo stemma societario fu composto dal classico scudo ottagonale, in richiamo appunto a Castel del Monte, al cui interno campeggiava un leone bianco rampante, su sfondo azzurro. Il bordo dell'ottagono era giallo, e lì vi prendevano posto il nome della società e la data di fondazione.
Dopo il fallimento della Fidelis avvenuto nel 2005, ne ereditò la tradizione calcistica l'Associazione Sportiva Andria BAT, il cui stemma era caratterizzato sempre dalla presenza dell'ottagono e del leone, ancora una volta rampante, inseriti tuttavia in uno scudo a sfondo blu. Innovazione introdotta in questo stemma, la presenza della corona Federiciana, elemento che caratterizza anche lo stemma cittadino e regionale.
Nel 2013 fallisce anche l'Andria BAT, e ne raccoglie l'eredità la Società Sportiva Dilettantistica Fidelis Andria. Il successivo stemma societario, ideato dal grafico Biagio Sardano, riprende la tradizione dello stemma della storica Fidelis Andria che disputò la Serie B; è presente il classico leone rampante, con tanto di corona Federiciana, simbolo della città e del calcio cittadino, modernizzato nel suo aspetto, racchiuso nell'ottagono dal bordo giallo e blu. Il leone "rampante" simboleggia la voglia di tornare alle vecchie tradizioni calcistiche della città.

Nel 2018, con l'ennesima rifondazione della società, lo stemma viene sostituito da quello attuale che, in ottemperanza ai canoni che hanno caratterizzato i precedenti stemmi - quali la forma ottagonale e il leone rampante, presenta uno stile più minimizzato oltre che la presenza delle iniziali del club e il leone ripreso nella sua interezza.

Logo in uso dal 2013 al 2018
Logo in uso dal 2018 al 2025
Logo in uso dal 2025

#### Inno
L'inno della società s'intitola Andriamata ed è composto e cantato da Michele Sgaramella.

#### Mascotte
La mascotte ufficiale della Fidelis Andria è un leone antropomorfo di nome Riccà che indossa il completo ufficiale della squadra. Presentato nel corso della stagione 2023/2024, il suo nome è stato scelto tramite un sondaggio online sulla pagina ufficiale della società fra tre opzioni disponibili ottenendo 2265 voti su circa 4000 totali (il 57% delle preferenze). Il suo nome è l'abbreviazione in dialetto andriese di Riccardo, in riferimento a San Riccardo patrono della città di Andria.

## Strutture

### Stadio

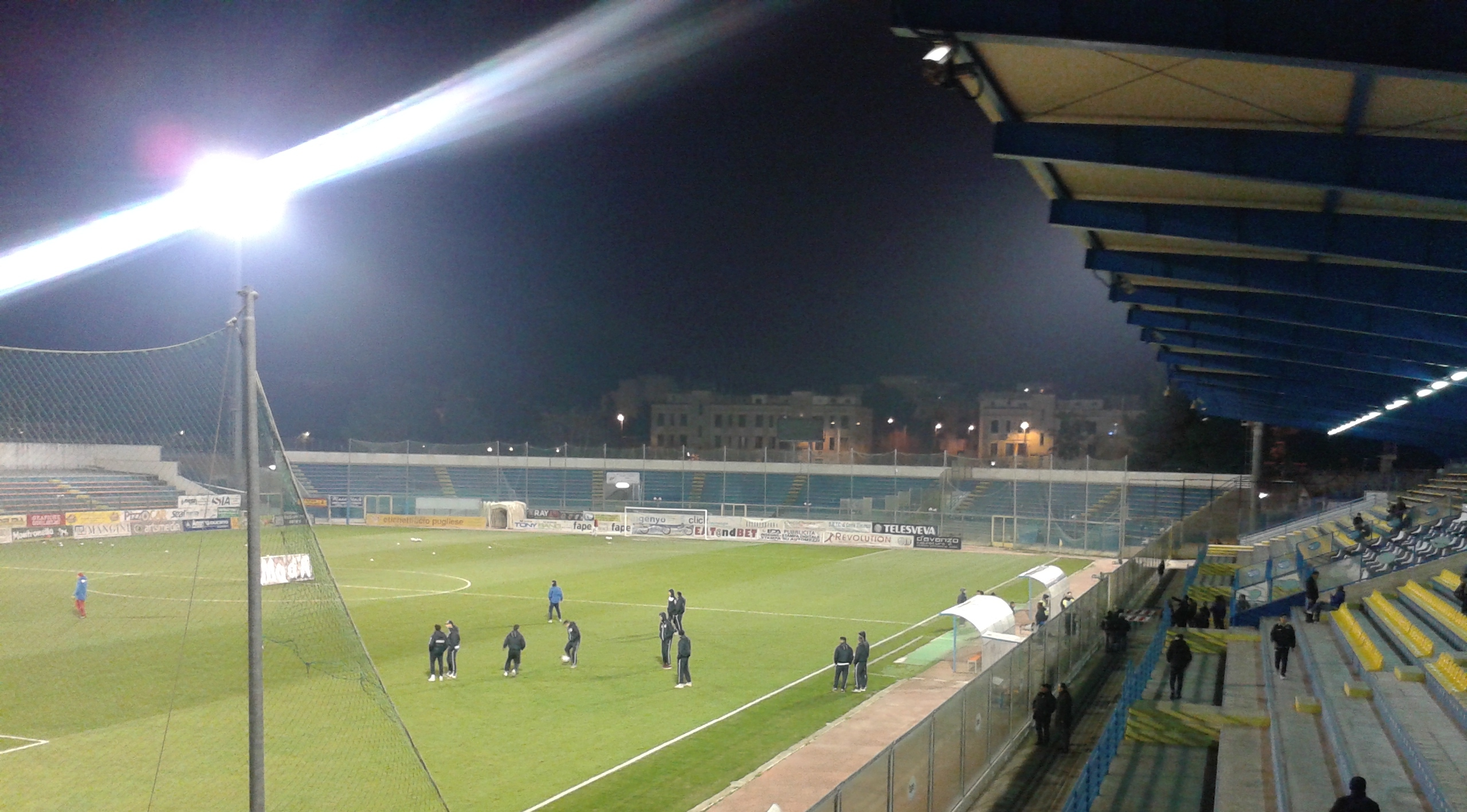
Visuale notturna del "Degli Ulivi".

Lo stadio è ubicato all'interno della villa Comunale di Andria dove nel 1931 fu inaugurato dall'onorevole Consalvo Ceci un ippodromo. Questo ippodromo con gli anni è sparito lasciando il posto allo stadio ed alla villa.
Progettato durante la Seconda guerra mondiale, fu ultimato nel 1949. Lo stadio, di progettazione fascista, ha come ingresso per le tribune una grande M che identificava Mussolini. Il nome "stadio Degli Ulivi" fu scelto negli anni novanta
L'impianto fu sottoposto a ingenti opere di restyling in seguito alla promozione fra i professionisti dell'allora Associazione Sportiva Fidelis Andria, avvenuta nella stagione 1983-1984; fino ad allora non era dotato di curve, manto erboso ed impianto di illuminazione. Nel progetto per l'ammodernamento dell'impianto cittadino, era inclusa la realizzazione della copertura della tribuna principale, che ancora oggi caratterizza lo stadio. La particolare struttura in ferro, è sostenuta da sedici bilancieri che poggiando sul muro perimetrale dello stadio sostengono lo sbalzo interno della copertura.
Negli anni della Serie B lo stadio aveva una capienza di circa 15 000 spettatori. Le attuali norme di sicurezza e gestione dei biglietti impongono norme più restrittive quindi attualmente il Degli Ulivi ha una capienza di 9 140.

### Centro di allenamento
La Fidelis Andria, oltre allo stadio Degli Ulivi, dal 2016 al 2018 svolgeva le sue sedute di allenamento ad "Andrianello" presso il centro sportivo di proprietà della Guardia di Finanza a Palese. Attualmente tutte le sedute di allenamento sono svolte presso l'impianto sportivo Sant'Angelo dei Ricchi di Andria.

## Società
Si precisa che l'"A.S. Andria" attiva dal secondo dopoguerra e l'"A.S. Fidelis Andria" fondata nel 1971, militante in Serie B negli anni novanta e sciolta nel 2005, erano due società ben distinte e indipendenti e con rispettivi titoli sportivi (peraltro fino al 1978 la Fidelis ebbe per colori sociali il giallo e il rosso). In questi casi, almeno generalmente la FIGC non riconosce ai diversi club la stessa tradizione sportiva. In questa sede, vista soprattutto la totale mancanza di ricerche storiche autorevoli ed attendibili sull'avvicendamento delle anzidette compagini, queste sono trattate nella stessa voce e con statistiche comuni soprattutto per praticità e convenienza storiografica.

### Organigramma societario
Organigramma societario per la stagione 2023-2024
- Luca Vallarella  - Presidente
- Luca Vallarella - Amministratore Unico
- Vincenzo Pastore - Direttore Generale
- Michele Lopetuso - Responsabile Amministrazione
- Luca D'Errico - Segretario Generale
- Gianni Califano - Responsabile area tecnica
- Carlo Leonetti - Team manager
- Salvatore Stasi - Dirigente addetto agli arbitri
- Damiana Dorotea Sgaramella - Responsabile ufficio stampa
- Mimmo Zinfollino - Responsabile Settore Giovanile
- Don Vito Zinfollino - Padre spirituale

### Sponsor
Di seguito la cronologia dei fornitori tecnici e degli sponsor ufficiali.
| Cronologia degli sponsor tecnici - 1920-1980 non presente - 1980-1984 nr - 1984-1986 Adidas - 1986-1987 nr - 1987-1989 non presente - 1989-1990 Gems - 1990-1992 Umbro - 1992-1997 Pienne - 1997-2000 Biemme - 2000-2002 Lotto - 2002-2003 Legea - 2003-2004 Hummel - 2004-2005 Diadora - 2005-2009 Legea - 2009-2011 Mass - 2011-2013 Legea - 2013-2014 Givova/Legea - 2014-2015 Macron - 2015-2016 Erreà - 2016-2025 Givova - 2025 Adidas | Cronologia degli sponsor ufficiali - 1920-1981 non presente - 1981-1982 Daunialat - 1982-1983 Pasta Granoro - 1983-1987 Banca Popolare Andriese - 1987-1989 Casucci Jeans - 1989-1993 Andrialat - 1993-1995 Banca Popolare Andriese - 1995-1996 Poligrafico Dehoniano - 1996-1998 Banca Popolare Andriese - 1998-1999 Magazzini Ferri - 1999-2001 Villa Cafiero - 2001-2002 Bisc&Mars - 2002-2004 Gruppo Smei - 2004-2005 Sport&More - 2005-2009 Angel&Devil - 2009-2010 Rabona - 2010-2011 Fiore - 2011-2012 Fiore/Solagri - 2012-2013 Easy Living - 2013-2014 Eyes Ottica - 2014-2015 DAI Optical Industries/ILfres - 2015-2016 Saporosa/ILfres/Petrolmet C.A. - 2016-2017 Saporosa - 2017-2018 Saporosa - 2018-2021 Cai Industries - 2022-2023 7Crocketts/Cai Industries - 2023-2025 Cai Industries |

### Settore giovanile
La Fidelis Andria svolge le attività legate al suo settore giovanile in collaborazione con la Polisportiva Andriensis ASD di Andria, scuola calcio nata nel 2006, che cura, oltre la scuola calcio, le formazioni che prendono parte ai campionati Giovanissimi Regionali e Allievi Regionali. Dal canto suo, la Fidelis Andria cura direttamente altre due formazioni che partecipano ai campionati Giovanissimi e Allievi Regionali, ed in più dispone di una formazione Juniores.

## Allenatori e presidenti
Di seguito l'elenco degli allenatori e dei presidenti.
- 1920-1927 ...
- 1927-1928  Remigio Sartoris,  Terrevoli,  Albanese,  Ernő Erbstein[89][90]
- 1928-1946 ...
- 1946-1947  Petrarota[13]
- 1947-1949 ...
- 1949-1950  Peppino Sinisi[91]
- 1950-1952 ...
- 1952-1953  Arcangelo Di Reda[92]
- 1953-1955 ...
- 1955-1957  Raffaele Costantino[93][94]
- 1957-1958  Pál Szalay[95]
- 1958-1959  Dino Moscato[96]
- 1959-1960  Marsico[97]
- 1960-1961  Visentin[98]
- 1961-1962  Mancini[99]
- 1962-1963  Starace[100]
- 1963-1965 ...
- 1965-1967  Margiotta[101][102]
- 1967-1969  Rosati[103][104]
- 1969-1972 ...
- 1972-1974  Francesco Memeo
- 1974-1975  Elia Greco[105]
- 1975-1977 ...
- 1977-1978  Elia Greco
- 1978-1980 ...
- 1980-1981  Silvio Paciello
 Armando Rosati
 Egidio Mastropaolo
- 1981-1982  Giacomo Cosmano
 Giovanni Campari
- 1982-1983  Elia Greco
 Ubaldo Giuliano e  Paolo Aloisio
- 1983-1984  Marco Bozzi
- 1984-1985  Luciano Pirazzini
- 1985-1986  Luciano Pirazzini
 Nicola Tribuiani
 Luciano Pirazzini
- 1986-1987  Dante Fortini
- 1987-1988  Dante Fortini
 Ezio Volpi
- 1988-1989  Ezio Volpi
 Leopoldo Bini
 Carlo Soldo
- 1989-1990  Carlo Soldo
 Franco Vannini
- 1990-1991  Franco Vannini
- 1991-1992  Mario Russo
- 1992-1993  Mario Russo (1ª-7ª)
 Stefano Boggia (8ª)
 Giorgio Rumignani (9ª-38ª)
- 1993-1994  Attilio Perotti
- 1994-1995  Gianfranco Bellotto
- 1995-1996  Giuliano Sonzogni (1ª-36ª)
 Stefano Boggia (37ª-38ª)
- 1996-1998  Giuseppe Papadopulo
- 1998-1999  Roberto Morinini (1ª-11ª)
 Stefano Boggia (12ª)
 Giorgio Rumignani (13ª-38ª)
- 1999-2000  Francesco Giorgini
 Pasquale Casale
 Leonardo Bitetto
- 2000-2001  Leonardo Bitetto
 Stefano Boggia
 Hector Alberto Ortega
 Leonardo Bitetto
- 2001-2002  Vincenzo Patania
- 2002-2003  Angelo Pierleoni
 Aldo Papagni
- 2003-2004  Aldo Papagni
- 2004-2005  Gianfranco Degli Schiavi
 Giorgio Rumignani
- 2005-2006  Rosario Foti[106]
- 2006-2007  Lorenzo Scarafoni (1ª-6ª)
 Nicola Di Leo (7ª-30ª)
 Pietro Infantino (31ª-34ª)
- 2007-2008  Osvaldo Jaconi
 Giuseppe Palumbo
- 2008-2009  Nicola Di Leo (1ª-23ª)
 Roberto Chiancone (24ª-30ª)
 Giacinto Loconte (31ª-34ª e play-off)
- 2009-2010  Oberdan Biagioni (1ª-3ª)
 Aldo Papagni (4ª-38ª e play-out)
- 2010-2011  Aldo Papagni
- 2011-2012  Giuseppe Di Meo (1ª-19ª)
 Vincenzo Cosco (20ª-34ª)
- 2012-2013  Vincenzo Cosco
- 2013-2014  Onofrio Fino
 Nicola Ragno
- 2014-2015  Giancarlo Favarin
- 2015-2016  Luca D'Angelo
- 2016-2017  Giancarlo Favarin
- 2017-2018  Valeriano Loseto (1ª-14ª)
 Aldo Papagni (15ª-38ª)
- 2018-2019  Alessandro Potenza
- 2019-2020  Giancarlo Favarin (1ª-10ª)
 Raimondo Catalano (11ª-16ª)
 Giancarlo Favarin (17ª-26ª)
- 2020-2021  Luigi Panarelli
- 2021-2022  Luigi Panarelli (1ª-8ª)
 Ciro Ginestra (9ª-24ª)
 Vito Di Bari (25ª-38ª)
- 2022-2023  Mirko Cudini (1ª-11ª)
 Diaw Doudou (12ª-22ª)
 Bruno Trocini (23ª-30ª)
 Mirko Cudini (31ª-38ª)
- 2023-2024  Francesco Farina (1ª-11ª)
 Pasquale De Candia (12ª-22ª)
 Giuseppe Scaringella (23ª-34ª e play-off)
- 2024-2025  Ciro Danucci (1ª-6ª)
 Giuseppe Scaringella (7ª-34ª e play-off)
- 2025-oggi  Giuseppe Scaringella

- 1920-1928 ...
- 1928-?  Amerigo De Meo,[89]  Agresti[107]
- ?-1946 ...
- 1946-1947  Vincenzo Sgaramella[13]
- 1947-1948  Francesco D'Errico[16]
- 1948-1949 ...
- 1949-1957  Giuseppe Marano[15][94]
- 1957-1962 ...
- 1962-1971  Piombarolo[100]
- 1971-1978  Nicola Lopetuso[108]
- 1978-1987  Raffaele Asseliti[108]
- 1987-2004  Giuseppe Fuzio[108]
- 2004-2005  Giuseppe Fuzio
 Francesco Fuzio
- 2005-2006  Natale Zinni
 Giovanni Attimonelli
- 2006-2007  Giovanni Attimonelli
 Sebastiano Troia
- 2007-2008  Sebastiano Troia
 Giovanni Attimonelli
- 2008-2009  Giovanni Attimonelli
 Sebastiano Troia
- 2009-2010  Pasquale Musci
- 2010-2011  Nicola Canonico
 Riccardo Fusiello
- 2011-2012  Riccardo Fusiello
 Luca Vallarella
- 2012-2013  Luca Vallarella
 Francesco Depasquale
- 2013-2014  Francesco Lotito
- 2014-2015  Francesco Fiore
- 2015-2018  Paolo Montemurro
- 2018-2023  Aldo Roselli
- 2023-2025  Giuseppe Di Benedetto
- 2025-oggi  Luca Vallarella

## Rosa
Rosa aggiornata al 3 Aprile 2025.
| N. |                    | Ruolo | Calciatore              |
| -- | ------------------ | ----- | ----------------------- |
|    | Italia (bandiera)  | P     | Gianmarco Summa         |
|    | Italia (bandiera)  | P     | Andrea Giardino         |
|    | Ghana (bandiera)   | D     | Frank Owusu Amoabeng    |
|    | Italia (bandiera)  | D     | Giacinto Allegrini      |
|    | Italia (bandiera)  | D     | Matteo Ronchi           |
|    | Italia (bandiera)  | D     | Raffaele Palumbo        |
|    | Italia (bandiera)  | D     | Ciro Cipolletta         |
|    | Grecia (bandiera)  | D     | Theodoros Tsioungaris   |
|    | Italia (bandiera)  | D     | Luigi Maria Sorgente    |
|    | Italia (bandiera)  | C     | Stefano Dalla Riva      |
|    | Italia (bandiera)  | C     | Francesco Maria Cordova |
|    | Italia (bandiera)  | C     | Alessio Leveque         |
|    | Marocco (bandiera) | C     | Daqoune Zakaria         |

| N. |                      | Ruolo | Calciatore          |
| -- | -------------------- | ----- | ------------------- |
|    | Italia (bandiera)    | C     | Christian Barberini |
|    | Italia (bandiera)    | A     | Aldo Banse          |
|    | Argentina (bandiera) | A     | Facundo Màrquez     |
|    | Italia (bandiera)    | A     | Leonardo Taurino    |
|    | Italia (bandiera)    | A     | Alfredo Trombino    |
|    | Italia (bandiera)    | A     | Alessandro Labianca |
|    | Spagna (bandiera)    | A     | Arturo Lias Montero |
|    | Albania (bandiera)   | A     | Eder Allushaj       |
|    | Italia (bandiera)    | A     | Andrea Orlandi      |

### Contributo alle nazionali
Due calciatori stranieri sono stati convocati dalle proprie nazionali mentre erano tesserati per il club pugliese: lo sloveno Matjaž Florijančič (1 presenza nell'aprile del 1999) e il macedone Aco Stojkov (4 presenze tra il 2004 e il 2005).

## Palmarès

### Competizioni interregionali
- Serie C1: 1

1996-1997 (girone B)
- Serie C2: 1

1988-1989 (girone C)
- Serie D: 1

2014-2015 (girone H)
- Campionato Interregionale: 1

1983-1984 (girone L)

### Competizioni regionali
- Promozione: 1

1953-1954
- Prima Categoria: 3

1959-1960 (girone A), 1961-1962 (girone A); 1979-1980 (girone A)

### Competizioni giovanili
- Campionato Primavera 4: 1

2022-2023 (girone B)
- Coppa Allievi Professionisti: 1

2004-2005

## Statistiche e record

### Partecipazione ai campionati
| Livello | Categoria                                     | Partecipazioni | Debutto   | Ultima stagione | Totale |
| ------- | --------------------------------------------- | -------------- | --------- | --------------- | ------ |
| 2º      | Serie B                                       | 6              | 1992-1993 | 1998-1999       | 6      |
| 3º      | Serie C1                                      | 7              | 1989-1990 | 2004-2005       | 16     |
| 3º      | Lega Pro Prima Divisione                      | 4              | 2009-2010 | 2012-2013       | 16     |
| 3º      | Serie C                                       | 3              | 2017-2018 | 2022-2023       | 16     |
| 3º      | Lega Pro                                      | 2              | 2015-2016 | 2016-2017       | 16     |
| 4º      | Seconda Divisione                             | 1              | 1929-1930 | 1929-1930       | 39     |
| 4º      | IV Serie                                      | 5              | 1954-1955 | 1958-1959       | 39     |
| 4º      | Serie D                                       | 21             | 1960-1961 | 2024-2025       | 39     |
| 4º      | Serie C2                                      | 11             | 1984-1985 | 2007-2008       | 39     |
| 4º      | Lega Pro Seconda Divisione                    | 1              | 2008-2009 | 2008-2009       | 39     |
| 5º      | Campionato Interregionale - Seconda Categoria | 1              | 1957-1958 | 1957-1958       | 4      |
| 5º      | Campionato Interregionale                     | 3              | 1981-1982 | 1983-1984       | 4      |

Nella stagione 1993-1994 la Fidelis Andria ottiene il miglior piazzamento della sua storia, il 9º posto, con 39 punti (a soli 4 punti dalla promozione in serie A) e col maggior numero di pareggi (23) nella stessa stagione. Di rilevante importanza sono le due promozioni in ottenute nelle stagioni 1991-1992 e 1996-1997.

### Partecipazione alle coppe
| Competizione                    | Partecipazioni | Debutto   | Ultima stagione | Totale |
| ------------------------------- | -------------- | --------- | --------------- | ------ |
| Coppa Italia                    | 10             | 1991-1992 | 2016-2017       | 11     |
| Coppa Italia Serie C            | 20             | 1984-1985 | 2022-2023       | 29     |
| Coppa Italia Semiprofessionisti | 2              | 1972-1973 | 1976-1977       | 29     |
| Coppa Italia Lega Pro           | 7              | 2008-2009 | 2016-2017       | 29     |
| Coppa Italia Serie D            | 5              | 2014-2015 | 2024-2025       | 5      |
| Poule Scudetto                  | 1              | 2014-2015 | 2014-2015       | 1      |
| Coppa Italia Dilettanti         | 1              | 1980-1981 | 1980-1981       | 1      |

La Fidelis Andria vanta il record di squadra pugliese con più partecipazioni alla Coppa Italia di Serie C (precedentemente Coppa Italia Semiprofessionisti e dal 2008 al 2017 Coppa Italia Lega Pro) con 28 edizioni complessive disputate, inclusa la prima in assoluto del 1972-73.

### Statistiche individuali
Di seguito l'elenco dei primatisti di presenze e reti.
| Record di presenze - 271 Angelo Carpineta (1984-1991) - 246 Raffaele Quaranta (1988-1995) - 218 Sabino Martiradonna (1983-1989) - 214 Roberto Cappellacci (1991-1998) - 198 Pietro Scolamacchia (1984-1990) - 174 Fabrizio Mastini (1988-1994) - 174 Luigi Di Simone (2000-2012) - 151 Carmine Cioffi (2002-2008) - 145 Vittorio Sansaro (1983-1989) - 144 Luca Vinci (1987-1991) - 139 Giuseppe Luceri (1991-1997) - 135 Fernando Argentieri (1988-1992) - 132 Franco Merafina (1984-1988) - 131 Maurizio Strippoli (1982-1989) - 129 Francesco La Rosa (2000-2013) | Record di reti - 40 Angelo Carpineta (1984-1991) - 33 Fabio Moscelli (1999-2000, 2013-2015) - 31 Sabino Martiradonna (1983-1989) - 30 Vittorio Insanguine (1991-1994) - 29 Luca Vinci (1987-1991) - 24 Nicolas Di Rito (2013-2014) - 23 Riccardo Lattanzio (2014-2015, 2017-2018) - 23 Nicola Strambelli (2013-2016, 2023-) - 21 Oberdan Biagioni (1996-1998) - 21 Giuseppe Raffaele (1984-1987) - 19 Michele Scaringella (2017-2018, 2021, 2023-) - 19 Mario Lemme (1996-1998) - 19 Fabrizio Mastini (1988-1994) - 19 Nicola Fiotta (1979-1981) - 18 Maurizio Strippoli (1982-1989) - 17 Domenico Marangi (1983-1985) - 17 Vincenzo Palumbo (1995-1998) - 16 Ousmane Sy (2008-2010, 2012-2013) - 16 Giovanni Spinelli (1999-2003) - 16 Nicola Amoruso (1994-1995) - 15 Matias Cristaldi (2018-2019, 2020-2021) |

## Tifoseria

### Storia

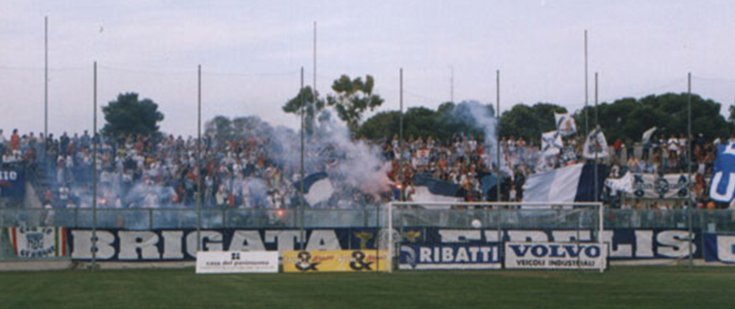
La Curva Nord dei tifosi dell'Andria.

Il movimento ultras andriese si sviluppa a partire dal 1985, grazie all'iniziativa intrapresa da alcuni militanti della curva nord barese. I primi gruppi trarranno ispirazione nel tifare proprio dagli ultras di Bari, i quali esponenti sono sempre stati presenti, a sottolineare il radicato legame fra i movimenti delle due città.

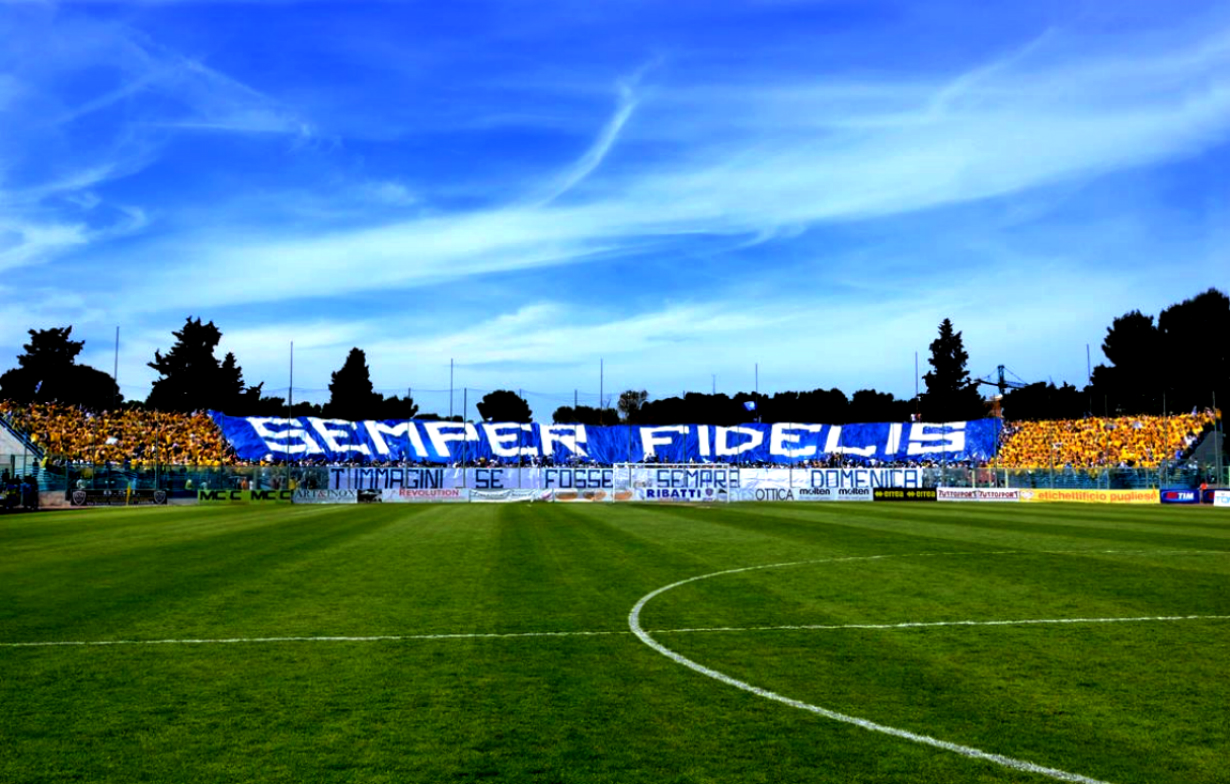
Coreografia della Curva Nord nella partita casalinga contro il (2015).

Il fulcro del tifo organizzato andriese è stato a lungo il gruppo della "New Blue Generation" (NBG), sul quale è incentrata la storia della curva nord. In seguito allo scioglimento del gruppo avvenuto negli anni novanta, sono nati vari gruppetti che tuttavia non sono riusciti a prendere in mano le redini della curva.
Nel 1998 nasce la "Brigata Fidelis", gruppo portante del movimento ultras biancoazzurro, che tra gli altri accoglie al suo interno diversi esuli della NBG. Il gruppo nel corso degli anni è stato affiancato da diverse fazioni, fra le quali spiccano i "Drunk Group 88", l'"Hellish Group", il "Vecchio NGB" e gli "Implacabili 1991" (uno dei più storici gruppi ultras della Curva Nord che il 23 settembre 2015 ha comunicato la decisione di voler sciogliere il gruppo a causa della repressione degli ultimi anni, delle leggi liberticide e degli assurdi divieti). Importanti le sezioni presenti a Milano e Varese, che seguono la squadra nelle trasferte settentrionali.

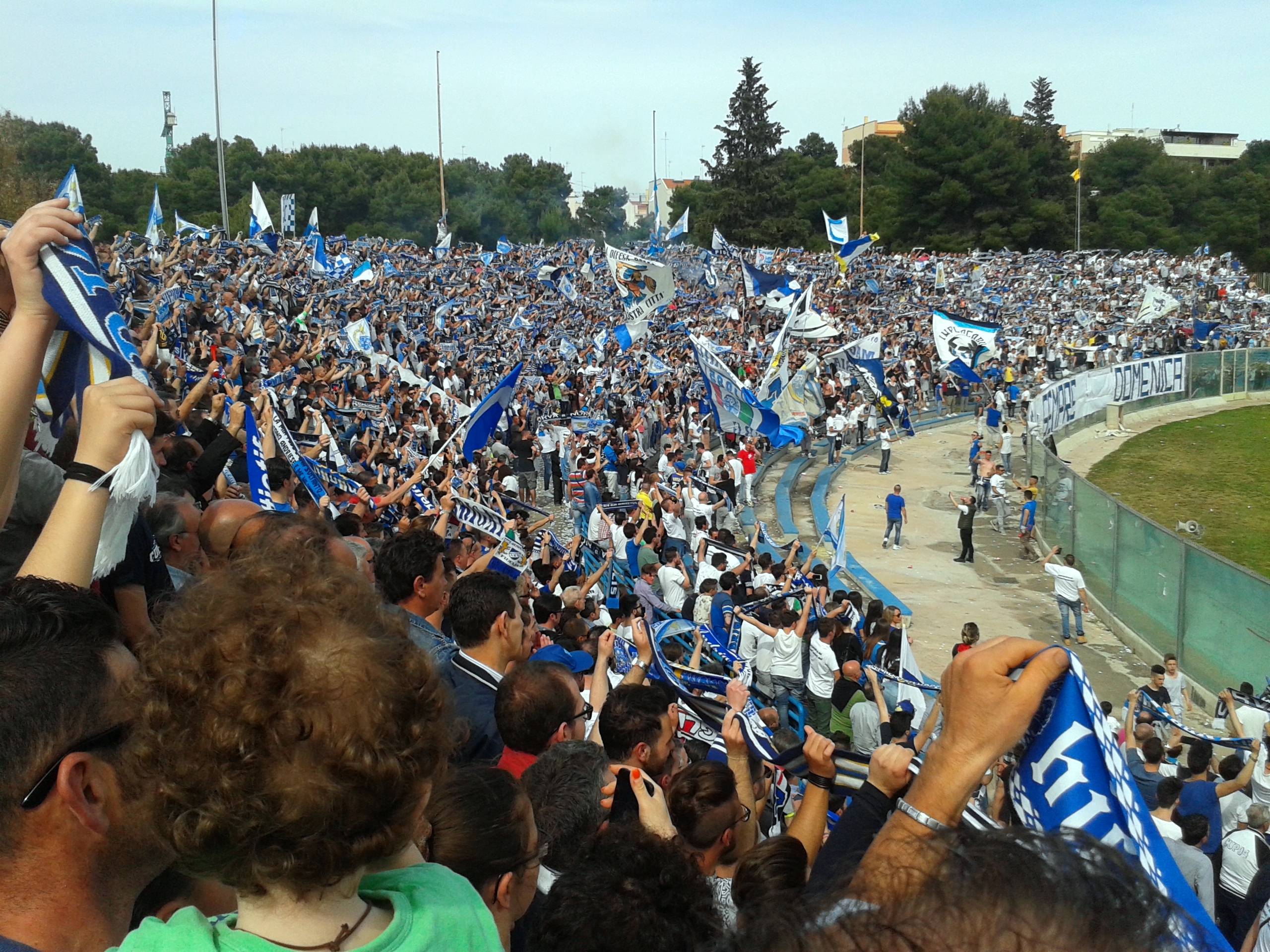
Sciarpata della Curva Nord

Il 5 maggio 2015 il celebre sito sportivo online di Eurosport, ha inserito la coreografia della curva nord andriese realizzata in occasione della gara casalinga contro il Bisceglie, valida per il campionato di Serie D, nella top 6 come migliore coreografia d'Europa del weekend. La tifoseria organizzata andriese è stata affiancata in questa particolare classifica da altre 5 tifoserie di squadre militanti nei massimi campionati nazionali.

### Gemellaggi e rivalità
Gli ultras andriesi sono gemellati con la tifoseria organizzata del Barletta e con la tifoseria del Lanciano ed hanno rapporti di amicizia con quella del Bari. Sono buoni i rapporti con gli ultras della Salernitana, del Venezia, della Reggina, del Locri e della Lucchese (spesso presenti in curva andriese). Rispetto e stima reciproca si ha con le curve del Cosenza, della Vigor Lamezia, del Bisceglie, del Martina, dell'Audace Cerignola, del Molfetta, del Palermo, della Real Sociedad e dello Schalke 04.
La rivalità storica è con gli ultras del Soccer Trani. Altre rivalità molto accese sono con la tifoseria organizzata del Monopoli e soprattutto con la curva del Taranto. Altre rivalità, sempre in terra pugliese, con gli ultras del Foggia, del Lucera, del Brindisi, del Lecce e del Fasano. Le rivalità fuori dalla Puglia più rilevanti, causa in passato anche di disordini di ordine pubblico, sono con il Savoia, il Vicenza, il Perugia, l'Avellino, il Catanzaro, la Casertana, il Benevento, il Gallipoli, la Juve Stabia, il Napoli e la Nocerina. Disordini importanti si sono avuti anche con i tifosi del Catania anche se in questo caso non si può parlare di vera e propria rivalità. Una rivalità storica minore è con la Ternana. Negli anni si sono registrati scontri anche con i tifosi della Fiorentina.